# Marcel Ernzer
Marcel Ernzer (ur. 23 marca 1926 w Esch-sur-Alzette, zm. 1 kwietnia 2003 w Luksemburgu) – luksemburski kolarz.
W 1948 wystartował na igrzyskach olimpijskich, jednakże nie ukończył ani wyścigu indywidualnego, ani drużynowego. W 1949 przeszedł na zawodowstwo. W 1950 zwyciężył Circuit de la Côte d'Or, w 1951 wygrał Circuit des six provinces. W 1954 został zwycięzcą wyścigu Liège-Bastogne-Liège. W 1951 i 1960 wygrał Tour de Luxembourg, a w 1955 był drugi w tych zawodach. W tym samym roku był również drugi w wyścigu Dookoła Belgii.
Dziewięciokrotnie startował w Tour de France, jego najlepszym wynikiem było 8. miejsce z 1949. Sześciokrotnie uczestniczył w Giro d’Italia, jego najlepszym rezultatem było 33. miejsce z 1958. Na mistrzostwach świata wystąpił 13 razy, a jego najlepszym wynikiem w zawodach amatorów była 9. pozycja z 1948, natomiast w zawodach profesjonalistów 10. pozycja z 1953 i 1957.
Mistrz Luksemburga z 1949, 1953, 1954 i 1955, wicemistrz kraju z 1956, 1957 i 1961.